# グック
グック（Gook）とはアジア系外国人に対する攻撃的でくだけた言葉。20世紀初頭、米比戦争に出征したアメリカ海軍兵士が、現地のフィリピン人を指して用いたのが始まり。太平洋戦争中は太平洋地域の土着民がgookと呼ばれた。また朝鮮戦争時の米軍兵士が、主に北朝鮮人に対する侮蔑語として使用し定着した
。

## 起源
1893年刊行のスラング辞典には「低い身分の娼婦」と掲載され
、同義語は「兵士の娼婦」を意味する。海軍が外国人を指すのに用いたものと見られる。「マクマク（mak mak）」や「ググ（gugu）」といった語の影響を受けたとされ、特に「ググ」はフィリピン人の話し方の真似から発生。H・L・メンケンによると、「1912年にニカラグアを占領した海軍は、現地人をフィリピン人の呼称の1つであるグックと呼んでいた」という。また、1950年の映画「鬼軍曹ザック」など一連の戦争映画でも使用例がある。
民間語源（就中ネットスラング）では韓国語で「国」を意味する「국（グク）」に由来。これは、朝鮮戦争で米軍が北朝鮮軍や市民に相対する中で、現地民が「アメリカ合衆国」を意味する「미국（ミグク）」という語を口にするのを聞いて、米軍が「Me gook?（ミー・グック）」とコングリッシュで解したものと見られる。

## 用法
朝鮮戦争時、前線のアメリカ兵は中国兵をチンク、北朝鮮軍兵士はグックと呼び、人間のように思っていなかったとの元従軍兵士の証言がある。ベトナム戦争時のアメリカ合衆国では、北ベトナム兵あるいはベトナム人全般を指して用いることが特に多かった。
極めて侮辱を込めた表現と見なされており、人種問題に敏感なアメリカではタブー視される表現である。近年ではジョン・マケイン上院議員が嘗ての自らの虜囚経験に言及した際に使ってしまい、謝罪に追い込まれた。

## 映像作品
2017年、韓国系アメリカ人監督により、ロサンゼルス暴動における韓国人と黒人の対立をテーマとした自主製作ドラマ「Gook」が製作され、サンダンス映画祭で公開された。しかしこの作品がTV放映されたり、映画配給されることはなかった。